# مارتا هانت
مارتا هانت (به انگلیسی: Martha Hunt) (زاده ۲۷ آوریل ۱۹۸۹) مدل آمریکایی است. از سال ۲۰۱۵ یکی از فرشتگان ویکتوریا سکرت است.

## اوایل حرفه
هانت توسط یک عکاس در شارلوت، کارولینای شمالی کشف شد. او به دلیل حرفه اش به نیویورک نقل مکان کرد و با IMG قرارداد امضاء کرد. اولین نمایش خود را در سال ۲۰۰۷ در هفته مد پاریس اجرا کرد و پس از آن در سال ۲۰۰۹ بر روی مجلات Vogue و GQ ظاهر شد.

## حرفه مد
مارتا در بیش از ۱۸۰ فشن شو حضور داشته است و در سال ۲۰۱۲ در مجله Elle و برای تقویم ویدئوی ویدئویی مجله LOVE 2012 انتخاب شد. در سال ۲۰۱۳ در آگهی‌های بازرگانی مشهوری ظاهر شد. او در اوایل سال ۲۰۱۳ در فهرست ویکتوریا معرفی شد و اولین نمایش ویکتوریا سکرت را در سال ۲۰۱۳ راه اندازی کرد. در سال ۲۰۱۴ او رسماً عضوی از مدلهای ویکتوریا سکرت شد و در سال ۲۰۱۵، تبدیل به یک فرشته شد.

## زندگی شخصی
هانت دارای اسکولیوز است، او در این باره می‌گوید: «زخم‌ها منحصر به فرد زیبا هستند، و آنها یک داستان پیروزی در مورد شما می‌گویند. من یک دور کمر پشت خودم و یک شکم کمر راست دارم.» مارتا دوست صمیمی تیلور سویفت است و در موزیک ویدیو «Bad blood» او حضور داشته است.